# Ancienne Wasserturm de Wismar

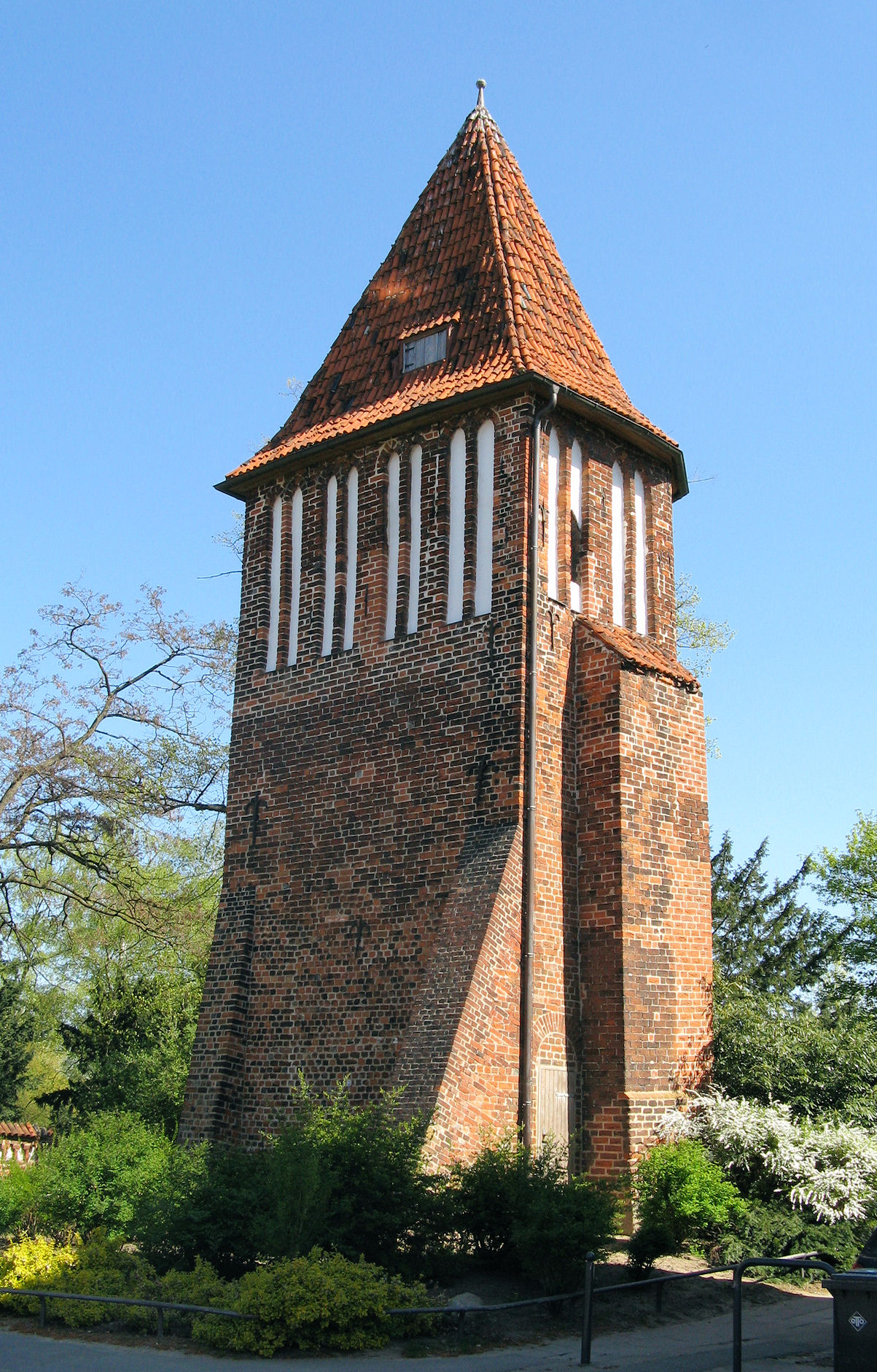
Ancien château d'eau à Wismar.

L'ancienne Wasserturm ou Tour d'Eau de la ville hanséatique de Wismar en Allemagne était à l'origine une tour de défense des fortifications médiévales de la ville.
C'est aujourd'hui le dernier témoignage en pierre d'une fortification urbaine, avec la Wassertor (porte d'eau) historique du port de Wismar et les petits restes de l'ancien mur d'enceinte.

## Histoire

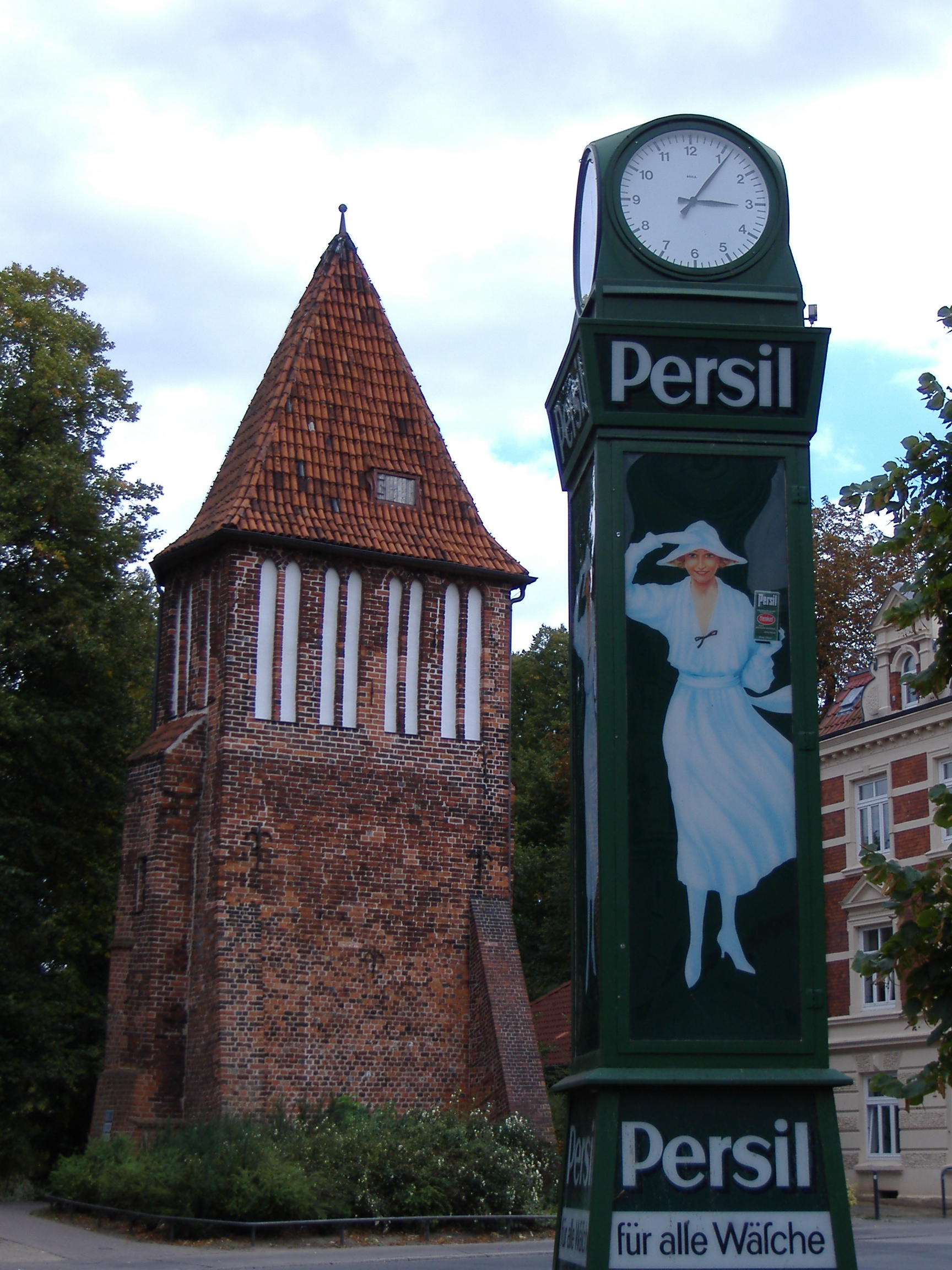
Vue sur l'ancienne Tour d'eau avec publicité Persil.

Les Suédois avaient conclu une alliance contre le Brandebourg-Prusse avec le roi de France Louis XIV lors de la guerre du Nord en 1675. Les Brandebourgeois se sont battus contre les Suédois, et ils ont subi à Fehrbellin le 18 juin 1675 une défaite écrasante. Après cela, les Brandebourgeois, avec le roi danois Christian V, ont poursuivi les troupes suédoises et l'électeur de Brandebourg a laissé les Danois s'emparer de Wismar par la guerre. En décembre 1675, Christian V s'installa dans la ville et occupa la ville après que le conseil eut à lui rendre hommage.
Wismar avait été agrandie pour devenir l'une des forteresses les plus puissantes d'Europe depuis 1632, mais les Danois ont vaincu la résistance en séparant les conduites d'eau qui menaient à la ville. Depuis que l'ouvrage hydraulique avait été construit sur le Marché, l'eau venait par des tuyaux en bois d'une source dans un village près de Wismar ; de plus, l'eau douce, qui ne suffisait pas, s'écoulait par un canal créé artificiellement.
Après la paix de Saint-Germain, conclue en 1679 puis le 23 novembre 1680, lorsque la garnison danoise se retire, le point faible de la défense de la ville est évalué. La solution était la conversion d'une tour défensive qui était située sur un afflux d'eau douce. Le maire Anton Scheffel a chargé Jochen von Schwoll de Lübeck en 1685 de transformer la tour de défense en château d'eau. Au moyen d'une centrale Göpel alimentée en chevaux-vapeur, l'eau était pompée dans une tour située au sommet du conteneur.
En 1715, il y eut un siège de Wismar, qui fut à nouveau entraîné dans des actes de guerre lors de la Grande Guerre du Nord de 1700 à 1721. Sur la base des découvertes du siège de 1675, les deux systèmes d'eau, l'ouvrage hydraulique sur la place du marché et le château d'eau sur le mur de la ville avec les tuyaux en bois ont été connectés en 1715. Cela permettait donc une double protection. Ce système a fonctionné jusqu'en 1873. Des systèmes plus efficaces et modernes pour l'approvisionnement en eau ont rendu les systèmes superflus. À ce jour, cependant, le nom Alter Wasserturm est resté.

## Voir également
- Wassertor (Wismar)

## Littérature
- Friedrich Techen : Histoire de la cité balnéaire de Wismar. Conseil de la ville balnéaire de Wismar, Wismar 1929.
- Gustav Willgeroth : Images du passé de Wismar. Contributions recueillies à l'histoire de la ville de Wismar. Willgeroth & Menzel, Wismar 1903.